# Корченко Олександр Григорович
Корченко Олександр Григорович (нар. 25 травня 1961, Київ) — український фахівець із систем захисту інформації та кібербезпеки, доктор технічних наук (2004), професор (2005), член-кореспондент НАН України (2024). Перший проректор Державного університету інформаційно-комунікаційних технологій (Київ); паралельно працює в польських університетах — Університеті Комісії національної освіти у Кракові та Університеті Бєльсько-Бяли.

## Освіта
- 1978—1983 — навчався у Київський інститут інженерів цивільної авіації (нині Національний авіаційний університет), спеціальність «Автоматизовані системи управління».[1]
- Після закінчення інституту пройшов низку курсів підвищення кваліфікації у сфері захисту інформації та криптографії, зокрема з класичної та квантової криптографії.
- Проходив стажування у Польщі та Литві за програмами академічної мобільності, зосередженими на кіберзахисті критичної інфраструктури.
- У 2004 році захистив дисертацію на здобуття наукового ступеня доктор технічних наук зі спеціальності «Захист інформації».
- 2020–2023 — наукові стажування та лекційні курси у європейських закладах вищої освіти з кібербезпеки, що передували працевлаштуванню у польських університетах.

## Кар’єра
- 1983—2004 — науково-педагогічна робота в НАУ; від 2004 року — завідувач кафедри безпеки інформаційних технологій, згодом професор цієї ж кафедри.[1]
- з 2023 — в.о. проректора з наукової роботи НАУ.[6]
- з 2024 — перший проректор ДУІКТ (Київ).[7]
- з 2024/2025 н.р. — професор Університету Комісії національної освіти у Кракові (UKEN), Кафедра інженерії комп’ютерної техніки та кібербезпеки.[8]
- 2019—2025 — викладає та координує курси з кібербезпеки в Університеті Бєльсько-Бяли (UBB), Польща.[9][10]

## Наукова діяльність
Основні напрями: експертизи у сфері технічного захисту інформації, оцінювання ризиків і стану безпеки; класична та квантова криптографія; протидія кібертерористичним атакам. Має статус IEEE Senior Member (з 2010). Головний редактор фахових журналів «Захист інформації» та «Безпека інформації».

## Відзнаки
- Член-кореспондент НАН України (Відділення інформатики, спеціальність «кібербезпека»), 2024.[13]
- Заслужений діяч науки і техніки України (2021).[1]
- Лауреат Державної премії України в галузі науки і техніки.[14]

## Основні праці
- Построение систем защиты информации на нечётких множествах: теория и практические решения. — Київ, 2006.[1]
- Основы современного управления (співавт.). — Київ, 2010.[1]
- Modern quantum technologies of information security against cyber-terrorist attacks // Aviation. — Vilnius, 2010, Vol. 14, № 2 (співавт.).
- Порівняльний аналіз математичних моделей мовної інформації // Ukrainian Scientific Journal of Information Security, 2022, Vol. 28, № 2, с. 48–56 (співавт.).
- Socio-cyber-physical systems’ threats classifier // Technology Transfer: Fundamental Principles and Innovative Technical Solutions, 2023 (співавт.).
- Modular Neural Network Model for Biometric Authentication of Personnel in Critical Infrastructure Facilities Based on Facial Images // Applied Sciences, 2025, 15(5):2553 (співавт.).